# Antigonos III. Doson
Antigonos III. Doson (altgriechisch Ἀντίγονος Δώσων Antígonos Dṓsōn; * 263 v. Chr.; † 221 v. Chr.) war ein Angehöriger der Dynastie der Antigoniden und von 227 v. Chr. an König von Makedonien. Er war ein Sohn von Demetrios dem Schönen und der Olympias, möglicherweise die Tochter des Alexanderhistorikers Polykleitos von Larisa. Sein Beiname bedeutet der die Herrschaft Übergebende.

## Leben

Griechenland einige Jahre nach der Herrschaft des Antigonos III. Doson

Antigonos war ein Neffe von Antigonos II. Gonatas. Nach dem Tode Demetrios’ II. 229 v. Chr. wurde er mit der Regentschaft für den minderjährigen Thronerben Philipp beauftragt. Er besiegte zunächst die Dardaner an der makedonischen Nordgrenze und verhinderte dann einen Versuch der Thessalier, die sich mit den Aitoliern verbündet hatten, sich von Makedonien zu lösen. Dazu erreichte er durch diplomatisches Geschick das Ende des Bündnisses zwischen den Aitoliern und Achaiern. Die Unabhängigkeit Athens, das sich von Makedonien beim Tod Demetrios’ II. losgesagt hatte, erkannte Antigonos hingegen an, es blieb allerdings auch in Zukunft politisch unbedeutend. Aufgrund dieser Erfolge rief ihn das makedonische Heer 227 v. Chr. zum König aus, allerdings unter der Bedingung, dass er Demetrios’ Witwe heiraten und Philipp durch Adoption als Nachfolger anerkennen sollte.
Im Bunde mit dem Seleukiden Antiochos Hierax landete Antigonos 227 v. Chr. mit einem Heer an der Küste Kleinasiens und eroberte das zu Ägypten gehörende Karien. Damit brach er die Vorherrschaft der Ptolemäer in der Ägäis, die danach auch an Einfluss auf der Peloponnes einbüßten. Dort brachte Antigonos nun seinen Einfluss zur Geltung, indem er den von Sparta bedrohten und bis dahin mit Makedonien verfeindeten (und mit den Ptolemäern verbündeten) achaiischen Bund unter Aratos zu einem Bündnis mit ihm bewegen konnte, da die Achaier im aufstrebenden Sparta nun die größere Gefahr erblickten. Diesem hellenischen Bündnis traten auch die Phoker, Boioter, Euboier und Lokrer bei und Antigonos wurde 224 v. Chr. in Aigion zu seinem Hegemon ernannt. Dadurch wurde die makedonische Vorherrschaft über Griechenland erneuert.
Im Kleomenischen Krieg führte Antigonos das Bündnis gegen König Kleomenes III. von Sparta, der seinerseits von den Ptolemäern unterstützt wurde. 224 v. Chr. unterstellte er Akrokorinth einer makedonischen Besatzung und eroberte Korinth und Argos. Im folgenden Jahr eroberte er Tegea und anschließend Mantineia, das vollständig zerstört wurde. Ein Gegenangriff Kleomenes’ führte zur Zerstörung von Megalopolis. Antigonos konnte Kleomenes aber in der entscheidenden Schlacht von Sellasia 222 v. Chr. besiegen und besetzte Sparta, dessen Königtum offenbar zeitweilig erlosch und das vorübergehend dem hellenischen Bund eingegliedert wurde. Den Wunsch des Aratos, Sparta den Achaiern zu übergeben, schlug Antigonos hingegen aus. In Argos eröffnete er zur Feier des Sieges die nemeischen Spiele. Die Ptolemäer hingegen mussten sich in den Folgejahren weitgehend aus dem Ägäisraum zurückziehen.
Im Jahr 221 v. Chr. wehrte Antigonos einen Angriff der Illyrer im Norden Makedoniens ab. Während der Schlacht erlitt er überraschend einen Blutsturz, an dem er wenig später verstarb. Ihm folgte sein Großneffe und Stiefsohn Philipp nach, während seine eigenen Söhne als Privatleute erzogen wurden. In Antigonos’ kurzer, erfolgreicher Regierungszeit wurden die Grundlagen für die expansive Politik gelegt, die von Philipp V. betrieben wurde.

### Plastische Darstellung
Eine von Diomedon, Sohn des Diodotos, zu Ehren eines antigonidischen Königs im Asklepieion von Kos errichtete Statue stellte entweder Antigonos III. Doson oder Antigonos II. Gonatas dar.